# Kalypso
Ne doit pas être confondu avec Calypso ou CALIPSO.
Pour l’article homonyme, voir Kalypso Media.
Kalypso est un groupe de metalcore allemand, originaire de Lingen. Le premier album du groupe, intitulé Nyktophobie, est publié en 2011 chez Rock Range Records.

## Biographie
Le groupe est formé en 2008, et prend le nom de l'héroïne de la mythologie grecque,. Après un long moment d'écriture et la sortie d'un premier EP Kugelfisch, le premier album, intitulé Nyktophobie, est publié en 2011 chez Rock Range Records.
Après avoir changé de membres, le groupe publie un nouvel EP, Neue Chancen, en 2012. Le titre Bäume wachsen nur auf starken Herzen fait l'objet d'un clip. Le groupe fait des tournées en Allemagne et accompagne notamment Adept, Bring Me the Horizon ou We Butter the Bread with Butter. En août 2013, le groupe publie un nouvel EP intitulé Gläserne Augen.

## Membres

### Membres actuels
- Kolja Lampe - chant
- Orlando Meß - guitare
- Björn Schlotte - guitare
- Steffen Baldauf - basse
- Jannik Olthuis - batterie

### Anciens membres
- Oliver Herbers - chant
- Benedikt Boss - batterie
- Malte Lampe - basse
- Daniel Timmer - guitare

## Discographie
- 2009 : Kugelfisch (EP, autoproduction)
- 2011 : Nyktophobie (album, Rock Range Records)
- 2012 : Neue Chancen (EP, autoproduction)
- 2013 : Gläserne Augen (EP, Acuity.Music (digital)[7] / Rock Range Records (disque))